# George Finlay
George Finlay (n. 21 decembrie 1799, Faversham, Anglia, Regatul Marii Britanii – d. 26 ianuarie 1875, Atena, Regatul Greciei) a fost un istoric scoțian din perioada romantică. A reprezentat unul dintre principalii scriitori pe tema Imperiului Bizantin din această perioadă.